# Dove (cosmetica)

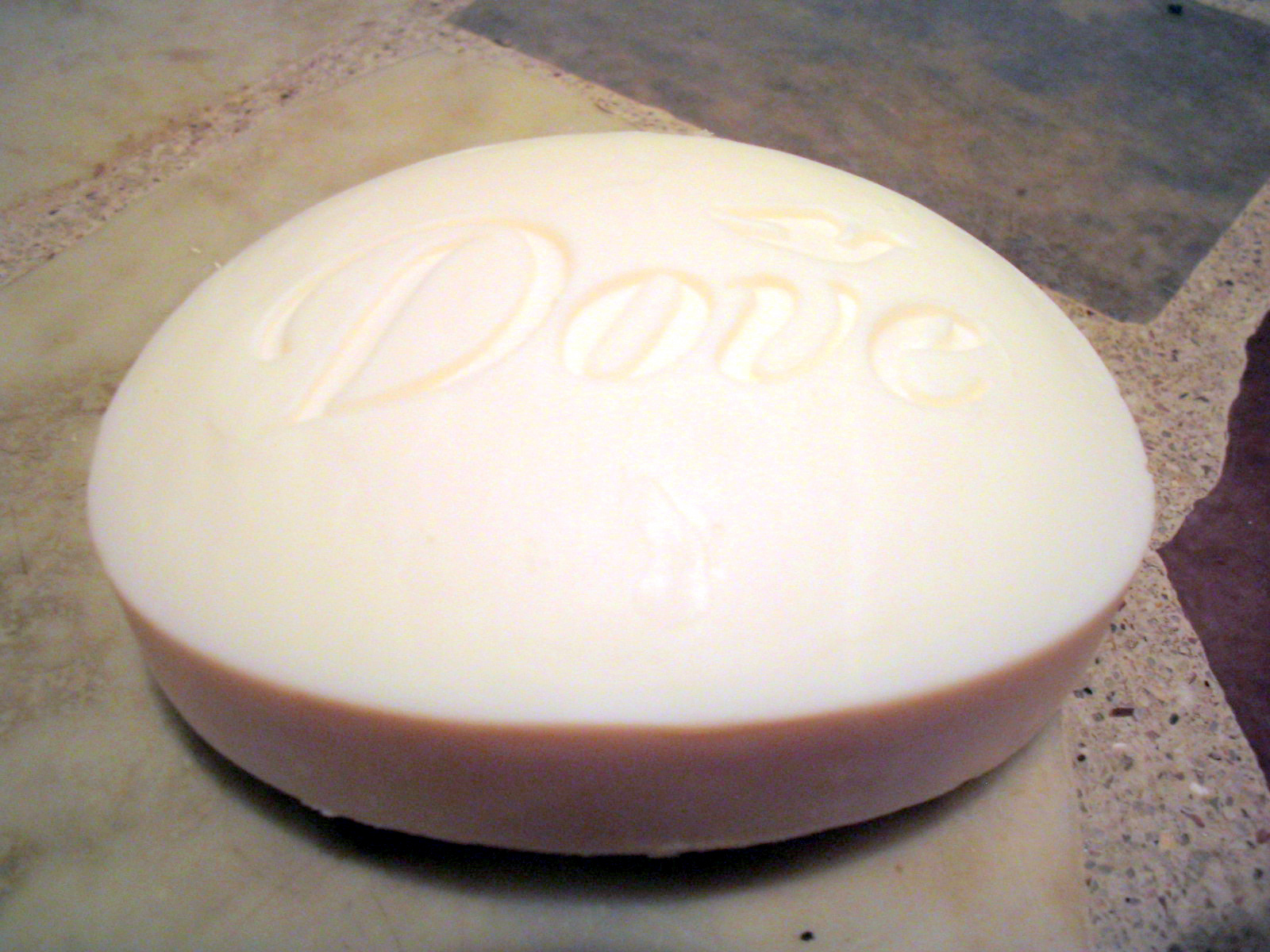
Dove zeep

Dove is een merk van cosmeticaproducten, behorend tot het Unilever-concern.
In 1957 is Dove begonnen met het op de markt brengen van zijn producten. In dat jaar begon de productie van zeep waar hydraterende crème aan was toegevoegd, en van een speciale hydraterende crème voor de droge en gevoelige huid. In de jaren 80 bracht Dove hydraterende wasgel op de markt. Later kwamen er deodorants, gezichtsreinigers, bodylotions, shampoos en conditioners. Pas in 1991 kwam Dove ook op de Nederlandse markt.
Inmiddels is Dove het grootste merk in persoonlijke reinigingsmiddelen. Gemiddeld is de omzet 2,5 miljard euro per jaar in de 80 landen waar het verkocht wordt. In de Verenigde Staten worden jaarlijks ruim 1 miljard douches genomen met Dove.
Dove is Engels voor duif. De merknaam is afkomstig van de Zeepfabrieken de Duif uit Den Dolder. Daar werd onder meer zeeppoeder onder de naam 'De Duif' geproduceerd. Nadat Unilever de fabriek overnam introduceerde het in 1956 'Dove' zeep in de Verenigde Staten.